# Dahlem (Luksemburg)
Dahlem (lb. Duelem) – wieś w południowo-zachodnim Luksemburgu, w gminie Garnich, w kantonie Capellen. Do 3 października 2015 leżała w dystrykcie Luksemburg.